# Eurycyde raphiaster
Eurycyde raphiaster is een zeespin uit de familie Ascorhynchidae. De soort behoort tot het geslacht Eurycyde. Eurycyde raphiaster werd in 1912 voor het eerst wetenschappelijk beschreven door Loman. 